# Liberale Regenerationspartei

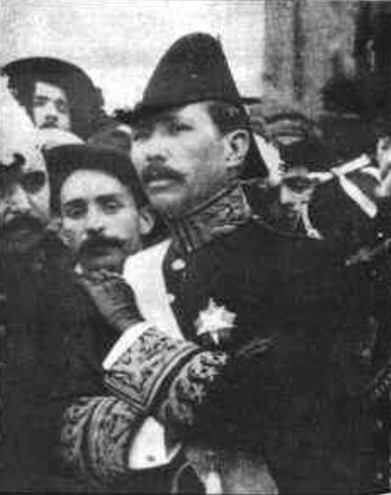
João Franco

Die Liberale Regenerationspartei (auf Portugiesisch: Partido Regenerador Liberal) war eine politische Partei in Portugal aus der Zeit der konstitutionellen Monarchie. Sie gründete sich 1901 als Abspaltung von der Regenerationspartei. Ihr wichtigster Politiker war João Franco. Da dieser die Partei völlig dominierte, wird sie auch als "Frankistische Partei" bezeichnet.
Der Beginn des 20. Jahrhunderts fällt in eine in der portugiesischen Innenpolitik äußerst bewegte Zeit. Republikanische Strömungen werden immer stärker und bedrohen die sich bereits in der Agonie befindenden Monarchie und das politische System, das sich in Portugal seit Ende des Miguelistenkrieges entwickelt hatte. Die konservative Regenerationspartei befand sich zu diesem Zeitpunkt unter dem dominierenden Einfluss ihres Vorsitzenden Ernesto Rodolfo Hintze Ribeiro. Die innerparteilichen Gegner dessen auf Härte gegenüber den Republikanern zielende Politik sammelten sich um João Franco. Diese gingen sogar so weit, die Republikaner gegen die Regenerationspartei zu unterstützen. 1901 kam es dann zum formalen Bruch Francos mit dem Rest der Partei, er verließ mit 25 Abgeordneten die Regenerationspartei um die Liberale Regenerationspartei zu gründen.
Mit João Franco stellte die Partei von 1906 bis 1908 die Regierung. Nach einer anfänglich liberalen Politik gegenüber den Republikanern radikalisiert sich die Regierung Francos jedoch immer mehr, dieser beginnt autoritär ohne das Parlament zu regieren und eine Reihe von repressiven Maßnahmen gegen die Republikaner zu erlassen. Als 1908 König Karl I. einem Anschlag zum Opfer fällt, endet die Regierung der Liberalen Regenerationspartei, da der neue König, Manuel II., João Franco entlässt.